# NGC 444
NGC 444 je spirální galaxie v souhvězdí Ryb. Její zdánlivá jasnost je 14,2m a úhlová velikost 1,9′ × 0,4′. Je vzdálená 223 milionů světelných let, průměr má 125 000 světelných let. Galaxie tvoří gravitačně vázaný pár s galaxií NGC 452 a je členem skupiny galaxií LGG 18.
Galaxii objevil 26. října 1854 Ir R. J. Mitchell, asistent Williama Parsonse. Podle pozdějšího nezávislého pozorování Stéphana Javellea ze 17. října 1903 byla galaxie katalogizována v katalogu IC, doplňku kalatalogu NGC, jako IC 1658.

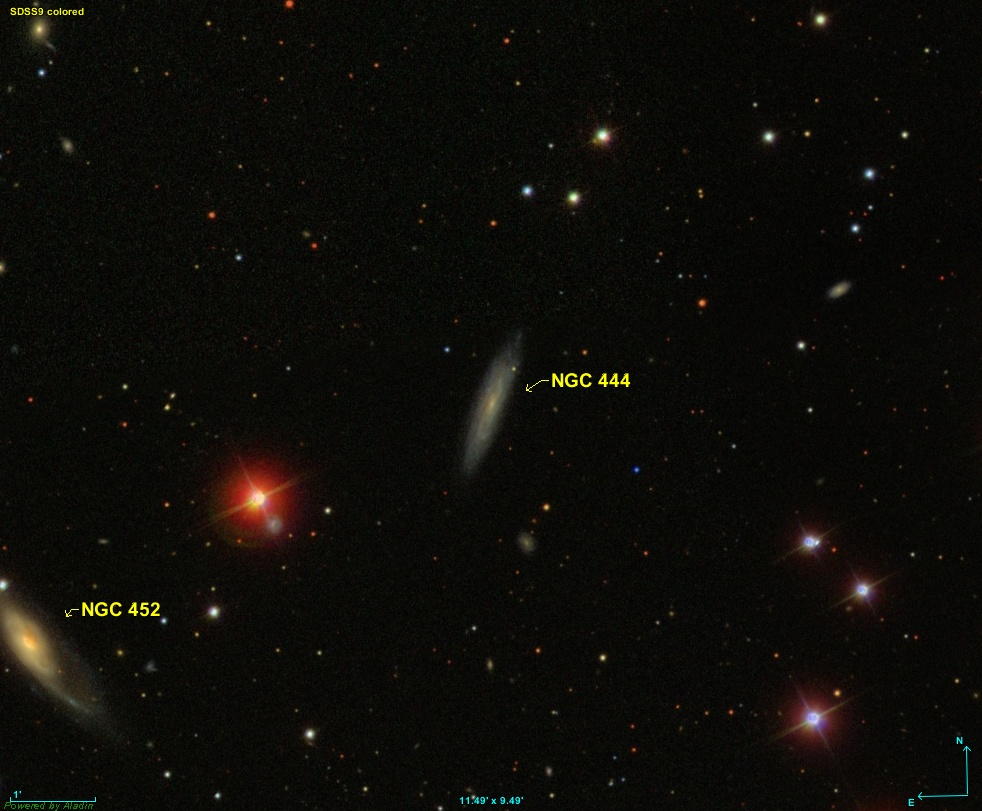
pár galaxií NGC 444 s NGC 452 (SDSS)